# Вовчиці
Во́вчиці — село у Зарічненській громаді Вараського району Рівненської області України.
В селі є школа ІІ ступеня, сільський клуб, бібліотека, фельдшерсько-акушерський пункт.
Село вперше згадується в історичних документах за 1561 рік.
За нацистської окупації в селі діяв загін самооборони, 43 жителі вступили до партизанських загонів. 1943 року Вовчиці повністю спалили німецькі загарбники за допомогу населення радянським партизанам, а літніх селян Магдалину Мельникович і Феодосія Чудиновича спалили живими.
Проти нацистів на фронтах Німецько-радянської війни билося 126 жителів села, з них 50 нагороджені, 50 загинули.
Вовчиці на мапі Генерального Штабу СРСР 1978 року. Село розташоване на березі річки Стир. Біля села є озера Біле, Чорне і Лісове.

## Населення
За переписом населення 2001 року в селі мешкало 665 осіб.

### Мова
Розподіл населення за рідною мовою за даними перепису 2001 року:
| Мова       | Відсоток |
| ---------- | -------- |
| українська | 99,85 %  |
| російська  | 0,15 %   |